# 蓝月亮 (电影)
《蓝月亮》（英語：Blue Moon）是2025年上映的美国传记音乐劇情片，由理查德·林克莱特执导，罗伯特·卡普洛编剧，伊森·霍克、瑪格麗特·庫利、鮑比·坎納瓦爾、安德鲁·斯科特主演，展现了作曲家勞倫茲·哈特的晚年生活。电影入选第75屆柏林影展主竞赛单元，2025年2月18日首映，安德鲁·斯科特凭借该片获得最佳配角銀熊獎。

## 梗概
1943年3月31日，音乐剧创作组合罗杰斯与汉默斯坦的第一部作品《俄克拉荷马！》盛大首演。但在这个时候，二人组之前的合作伙伴勞倫茲·哈特饱受酗酒和抑郁症困扰。

## 演员
- 伊森·霍克 饰 勞倫茲·哈特
- 瑪格麗特·庫利 饰 伊丽莎白·韦兰德（Elizabeth Weiland）
- 鮑比·坎納瓦爾 饰 埃迪（Eddie）
- 安德鲁·斯科特 饰 理察·羅傑斯
- 乔纳·利斯（Jonah Lees）饰 莫蒂·“纳克鲁斯”·里夫金（Morty "Knuckles" Rifkin）
- 西蒙·德兰尼（英语：Simon Delaney） 饰 奧斯卡·漢默斯坦二世
- 基利安·沙利文（Cillian Sullivan）饰 “小史蒂夫”
- 帕特里克·肯尼迪 饰 埃爾文·布魯克斯·懷特
- 约翰·多兰（John Doran）饰 威吉（英语：Weegee）

## 制作
2024年6月，消息指作曲家勞倫茲·哈特的传记片正在制作，由理查德·林克莱特担任执导，林克莱特与约翰·斯洛斯制片，罗伯特·卡普洛编剧。同月，伊森·霍克、瑪格麗特·庫利、鮑比·坎納瓦爾、安德鲁·斯科特加盟剧组，索尼经典电影据报买下电影全球发行权，同时担任项目的联合投资方。主体拍摄于2024年7月初在都柏林启动，同年9月杀青。

### 配乐
格雷厄姆·雷诺兹负责本片配乐。

## 发行

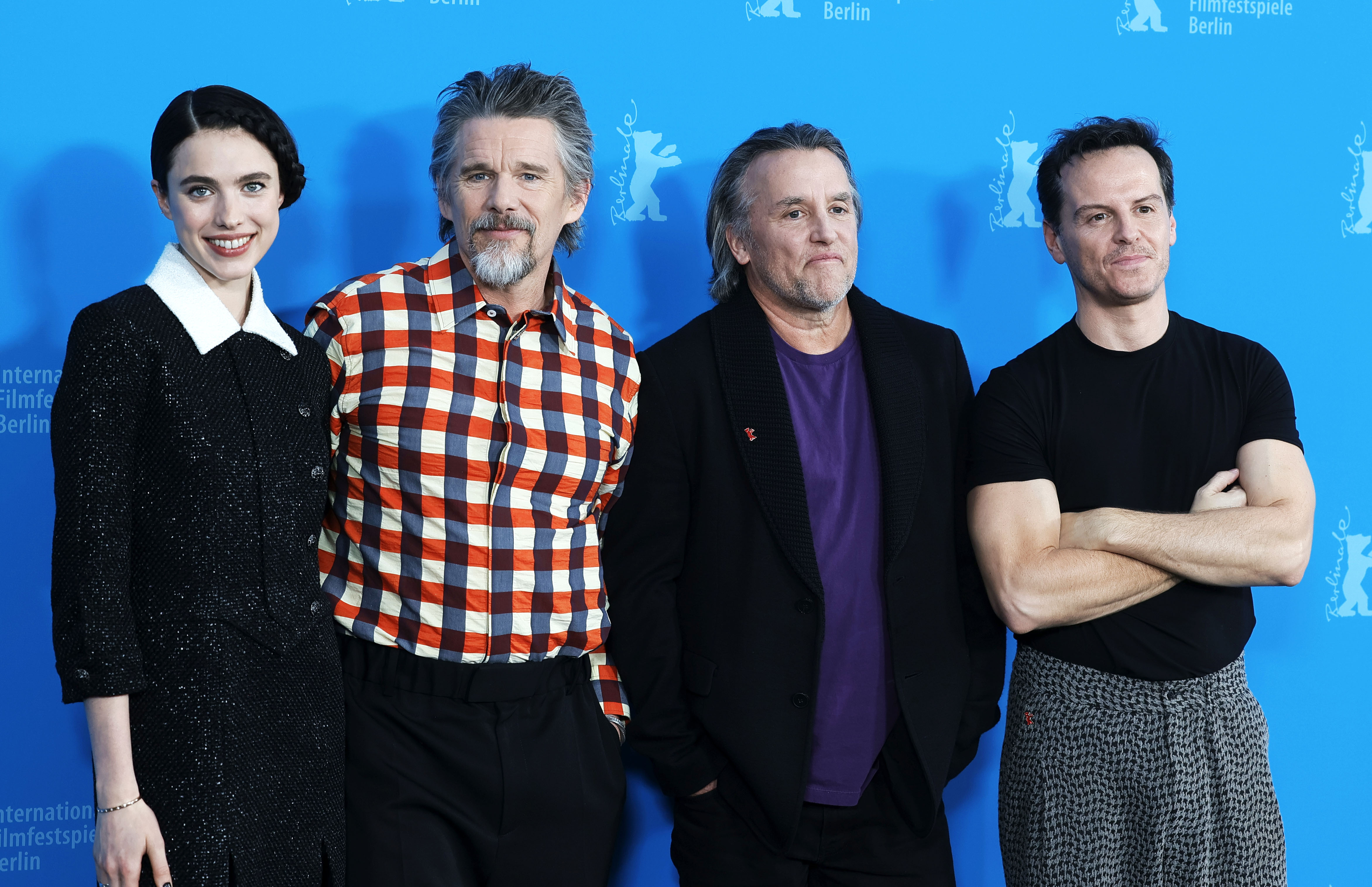
电影主创人员亮相柏林电影节，从左到右：瑪格麗特·庫利、伊森·霍克、理查德·林克莱特、安德鲁·斯科特

电影入选第75屆柏林影展主竞赛单元，2025年2月18日首映。

## 反响
根据評論匯總网站爛番茄汇总的21篇评论文章，95%的评论家给予该作正面评价，平均打分为7.5分（满分10分） 在Metacritic上，11位影評人共給予了76分的分數（滿分100分），這部電影獲得了「普遍好評」。

## 奖项
| 大奖           | 颁奖日期      | 奖项           | 获得者        | 结果 | 参考   |
| -------------- | ------------- | -------------- | ------------- | ---- | ------ |
| 柏林国际电影节 | 2025年2月23日 | 金熊奖         | 《蓝月亮》    | 提名 | [ 12 ] |
| 柏林国际电影节 | 2025年2月23日 | 最佳配角銀熊獎 | 安德鲁·斯科特 | 獲獎 |        |